# Herbert Wolfgang Keiser
Herbert Wolfgang Keiser (* 28. April 1913 in Hildesheim; † 1. April 1984 in Staufen im Breisgau) war ein deutscher Kunsthistoriker und von 1952 bis 1978 Direktor des Landesmuseums für Kunst und Kulturgeschichte Oldenburg. Keiser verfasste zahlreiche Schriften zur Kunst.

## Leben
Herbert Wolfgang Keiser wurde 1913 in Hildesheim geboren und entstammte einer Juristenfamilie. Nach dem Abitur am Wilhelmsgymnasium in Kassel studierte er in München, Frankfurt am Main und Berlin Kunstwissenschaft, vor allem bei Wilhelm Pinder, und als Begleitfächer Philosophie, Archäologie, Volkskunde und Geschichte. 1932/33 war er Volontär an den Staatlichen Kunstsammlungen in Kassel und am Bayerischen Armeemuseum in München. 1934 wurde er als Stipendiat der Walter-Haas-Stiftung der Universität Berlin ausgezeichnet und betrieb Galeriestudien in Russland, Frankreich, der Schweiz, den Niederlanden und Italien. 1937 promovierte er bei Wilhelm Pinder in Berlin aufgrund einer Arbeit über Hinterglasmalerei mit „sehr gut“ zum Dr. phil.; anschließend war er zwei Semester Assistent am Kunsthistorischen Institut der Universität Berlin.
1938 begann Keiser als wissenschaftlicher Assistent und später Kustos am Städtischen Moritzburg-Museum in Halle die Museumslaufbahn.
Nach Kriegsdienst und langer Gefangenschaft kehrte er 1948 nach Deutschland zurück und nahm als Kustos des damals neugegründeten „Kunstkreises Hameln“ und ab 1950 als Lektor des Wolfgang Krüger-Verlagshauses in Hamburg seine Berufstätigkeit wieder auf. Am 1. September 1952 übernahm er die Leitung des Landesmuseums für Kunst und Kulturgeschichte in Oldenburg.
Von 1953 bis 1962 hielt er als Dozent an der Hochschule für Sozialwissenschaften in Wilhelmshaven-Rüstersiel Vorlesungen und Übungen zur Kunstgeschichte. 1957 wurde er zum Vorsitzenden der Arbeitsgruppe Kunsthandwerk Oldenburg gewählt und war später in dieser Eigenschaft auch Leiter der Fachgruppe Kunsthandwerk der Oldenburg-Stiftung bzw. der Oldenburgischen Landschaft, deren Beirat er seit ihrer Gründung im Jahre 1961 angehörte. Von der Gründung der Oldenburg-Stiftung bis zu ihrer Umwandlung zur Oldenburgischen Landschaft leitete er auch deren Arbeitsgemeinschaft Museen. In der Oldenburgischen Museumsgesellschaft (bis 1956 Galerie-Verein gegr. 1909 und Museumsgesellschaft gegr. 1911), übernahm er das Amt des zweiten Vorsitzenden und das gleiche Amt seit 1954 im Oldenburger Kunstverein.
Außerdem wirkte er als ständiger Berater für Kunsteinrichtungen wie das Studio Hameln, die Städt. Kunst-Kommission Delmenhorst, die Kunsthalle Wilhelmshaven und vergleichbare Institutionen. Seit 1968 stand er dem Bundesminister des Inneren als Sachverständiger des Landes Niedersachsen zum Schutz des Deutschen Kulturgutes gegen Abwanderung zur Verfügung. Von 1960 bis 1972 betreute er die Redaktion für die kulturgeschichtlichen und Kunstmuseen der Zeitschrift Museumskunde und war zugleich Mitglied im Internationalen Museumsrat ICOM.
Er starb 1984 in Staufen im Breisgau.

## Schriften
- Zur Cranach-Ausstellung des Deutschen Museums in Berlin, In: Die Kunst für alle, Bd. 52 (1936/37), S. 225–230
- Rembrandt, mit einem Vorwort von Herbert Wolfgang Keiser, Berlin : Weise, [1937]
- Die deutsche Hinterglasmalerei (Dissertation), München : Bruckmann, (1937)
- Albrecht Altdorfer : das Meisterwerk, Berlin : Weise, [1937]
- Lucas Cranach d.Ä., Berlin [u. a.] : Weise, 1937
- Vermeer van Delft, Berlin : Weise, [1938]
- mit Rolf Hetsch: Tizian: das Meisterwerk, Berlin : Weise, [1938]
- mit Adolf Geßner: Bernini: das Meisterwerk, Berlin : Weise, [1938]
- Hans Leinberger, Berlin : Weise, [1938]
- Deutsche Handzeichnungen des 19. Jahrhunderts: Städt. Moritzburgmuseum Halle Saale. [Ausstellungskatalog.], Halle (Saale), [1939]
- [Fritz] Klimsch: das Meisterwerk, Berlin : Weise, [1940]
- Rudolf Alexander Agricola. Leben u. Werk eines jungen deutschen Bildhauers, Berlin : Weise, 1943
- Gotische Holzplastik im Ammerland, Hannover : Tauros-Presse, 1957
- Museumswesen und Kunstpflege, Sonderdr. aus : Museumskunde.-1961,H. 2, S. 73–74, 1 Abb.
- Wilhelm Pinder: Das Problem der Generation in der Kunstgeschichte Europas, mit einer Einführung von Herbert Wolfgang Keiser, München : Bruckmann, 1961
- Gedanken zur Erneuerung alter Kirchen, In: Auf dem Wege (1961), S. 139–145
- In denkmalpflegerischer Sicht, In: Oldenburger Jahrbuch, Bd. 62 (1963), S. 223–224
- Geschlossenheit - Offenheit : zur neuen Stadtkirche in Jever, Darmstadt : Verl. Das Beispiel, 1964
- Geschlossenheit - Offenheit : zur neuen Stadtkirche in Jever, In: Kunst und Kirche (1964), 4
- Ergebnisse der Restaurierung an der Münsterman-Kanzel in der Kirche zu Rodenkirchen, Wesermarsch, München : Dt. Kunstverl., 1964
- Veit Stoss, Berlin : Weise, [ca. 1965]
- Rodin, Berlin : Gusta Weise-Verl., 1965
- Das Dekorative im Handwerk und in der Kunst, Festvortrag aus Anlaß der Verleihung der Staatspreise 1966 für hervorragende Leistungen des niedersächsischen Kunsthandwerks, gehalten am 23. September 1966 im Landesmuseum, Schloß zu Oldenburg, Oldenburg : Isensee, 1966
- Gemäldegalerie Oldenburg, 2., verb. Aufl. - München : Bruckmann, 1967
- Zur Neugestaltung historischer Räume im Oldenburger Schloss, Berlin : De Gruyter, 1968
- Wilhelm Tischbeins Idyllen, München : Bruckmann, 1970
- Maler der Wirklichkeit : Deutschland 1920-1932 ; Ausstellung des Oldenburger Kunstvereins, Kleines Augusteum, vom 23.1. bis 23. Februar 1972, Oldenburg : Oldenburger Kunstverein, 1972
- „Des Mannes Stärke“ und andere Bilder für das Schloß zu Oldenburg von Johann Heinrich Wilhelm Tischbein, Oldenburg, 1973
- mit Rainer W. Schulze: Franz Radziwill. Der Maler, München : Thiemig, 1975
- Herbert Wolfgang Keiser: Der Bildhauer Paul Dierkes, München : Thiemig, 1977
- mit Otto Rohse: Studio für zeitgenössische Kunst : 25 Jahre ; Malerei, Plastik, Graphik, handwerkliche und industrielle Formgebung, Objekte, Oldenburg [u. a.], 1978
- Werner Berges, In: Malerwelt ab 1900 (1982), S. 321–330